# Saw 6
Pour l’article ayant un titre homophone, voir Saucisse.
Série Saw
Saw 5
(2008) Saw 3D : Chapitre final
(2010)
Pour plus de détails, voir Fiche technique et Distribution.
Saw 6 ou Décadence VI au Québec (Saw VI) est un film d'horreur américano-canado-australien de sous-genre splatter movie et torture porn, réalisé par Kevin Greutert, sorti en 2009.
C'est le sixième volet de la série de films Saw et met en scène Tobin Bell, Costas Mandylor, Betsy Russell, Mark Rolston, Peter Outerbridge et Shawnee Smith.
Le film poursuit l'intrigue de ses deux prédécesseurs, centrée sur le successeur du Tueur au Puzzle, le capitaine Mark Hoffman. Parvenu à se débarrasser de l'agent du FBI Peter Strahm qui avait découvert son secret, Hoffman est toutefois toujours menacé de voir son identité découverte par les collègues du défunt profiler. Dans le même temps, il met en place un nouveau jeu pour un cadre d'une société d'assurance, dont l'objectif est la survie et celles de ses collaborateurs.

## Synopsis
Le film s'ouvre sur Simone et Eddie, deux créanciers aux méthodes douteuses ayant profité de la vulnérabilité financière de personnes précaires et provoqué leur surendettement. Tous deux se réveillent séparés par une grille dans une pièce avec une balance. Un message les informe que seul un d'entre eux survivra à cette épreuve mais que cela ne sera possible qu'avec un prélèvement symbolique d'une livre de chair à l'aide des multiples instruments de découpe à leur disposition. Celui qui aura fait le sacrifice le moins important sur la balance sera le perdant. Alors qu'Eddie, plus corpulent que son associée, s'entaille son flanc droit, Simone se résout à s'amputer son propre bras gauche, ce qui lui permet de remporter l'épreuve tandis qu'Eddie est tué par le casque qu'il porte autour de la tête qui lui perfore la boîte crânienne.
L'intrigue revient ensuite aux derniers instants du précédent film : Mark Hoffman active la séparation des murs de la pièce où il a piégé Peter Strahm et contemple ce qu'il reste du corps du profiler du FBI. Il voit alors que sa main, accrochée à la grille du plafond, a échappé à l'écrasement. Hoffman la récupère et s'en sert pour déposer les empreintes de Strahm sur la scène du jeu de Simone et Eddie. Il est appelé officiellement sur place quelque temps plus tard par Dan Erickson, qui lui révèle à sa grande surprise que Lindsey Perez, la partenaire de Strahm, est en réalité toujours vivante, ayant été déclarée officiellement morte pour sa protection après avoir été blessée par un shrapnel.
Peu avant d'interroger Simone, Hoffman croise Pamela Jenkins, une journaliste ayant écrit une biographie de John Kramer sans se priver de tordre certains faits pour mieux vendre son livre. Elle lui demande de pouvoir interroger Jill Tuck en échange d'une aseptisation de son sensationnalisme. Appelé ensuite à la morgue à la suite de l'autopsie d'Eddie avec Erickson et Perez, ils apprennent du médecin légiste que le type de la lame utilisée pour découper la pièce de puzzle dans sa chair après sa mort n'a été observé qu'une seule fois sur les précédentes victimes connues de Jigsaw, ironiquement sur le meurtrier de la sœur d'Hoffman, Seth Baxter. Alors que les deux agents de FBI veulent rouvrir le dossier sur son décès, Hoffman comprend que ce n'est plus qu'une question de temps avant que sa culpabilité dans ce meurtre ne soit découverte.
Il se rend ainsi à la clinique de Jill Tuck pour récupérer les informations sur les sujets du prochain jeu qu'il doit mettre en place, que Jigsaw a transmis à son ex-femme dans une boîte par héritage, et le lancer le soir-même. Une fois les enveloppes contenant les informations en sa possession, Hoffman affirme que c'est la dernière fois qu'ils se parlent avant de partir. Parmi les participants du jeu se trouve Pamela Jenkins, à qui Hoffman donne l'adresse de Jill afin de pouvoir l'enlever plus facilement. La journaliste interroge Jill sur une lettre retrouvée sur les lieux de la mort de John mais après lecture, cette dernière affirme n'avoir aucune idée de ce qu'elle signifie avant de couper court à la discussion. Pamela est capturée par Hoffman peu après, qui l'emmène dans le zoo abandonné où se déroule le jeu.
Le principal sujet est William Easton, un cadre de la société d'assurance Umbrella Health, dont l'équipe est chargée de trouver les failles dans les dossiers de leurs assurés pour pouvoir refuser de les couvrir par but mercantile. Il a par ailleurs connu John Kramer et lui avait refusé la prise en charge d'un traitement expérimental contre son cancer. Il doit effectuer quatre épreuves et arriver au bout de son parcours dans l'heure s'il veut revoir sa famille. La première épreuve de William l'oppose à Hank, le concierge de son entreprise, dans un duel où chaque respiration qu'ils prennent resserre progressivement un étau autour de leur cage thoracique jusqu'à l'écraser. Hank, fumeur âgé ayant des problèmes cardiaques et d'hypertension, ne peut rivaliser face à la constitution plus robuste et saine de son employeur et est tué. Sa deuxième épreuve lui impose d'évaluer, conformément à sa politique d’assurance, qui mérite le plus de vivre entre sa secrétaire Abby, mère de famille âgée et diabétique, et son subalterne Allen, jeune sans famille en bonne santé. Il finit par se résoudre à sacrifier Allen pour sauver Abby. William ignore que son jeu est observé par Tara et son fils adolescent Brent, ainsi que par Pamela; tous séparés dans des enclos animaliers opposés.
Au même moment, Hoffman, qui observe l'évolution du jeu depuis la salle de contrôle située au-dessus d'eux, est appelé par Erickson et doit quitter les lieux. Après avoir rejoint Erickson et Perez, il apprend que la bande du jeu de Seth Baxter, bien qu'en mauvais état, est exploitable et est actuellement en cours d'analyse pour retrouver la voix originale non modifiée. Se rendant tous trois au laboratoire où a lieu le décryptage, Erickson et Perez confrontent Hoffman sur leurs théories, la deuxième estimant notamment que son partenaire Strahm ne lui a jamais paru pouvoir être un tueur. Ne voyant pas Hoffman réagir, Erickson révèle que d'après l'analyse des empreintes laissées par Strahm sur les lieux de la mort d'Eddie, celui à qui elles appartiennent était mort au moment de les déposer. Au même moment, l'ingénieure du son termine le décodage de la bande, révélant la voix d'Hoffman. Réagissant rapidement, il tue Erickson, Perez ainsi que l'ingénieure avant de mettre le feu au laboratoire en utilisant à nouveau la main de Strahm pour déposer des empreintes.
Dans le même temps, William réalise sa troisième épreuve où il doit aider Debbie, l'avocate de son entreprise, à effectuer un parcours dans un temps limité en redirigeant sur lui les jets de vapeur brulante qui lui bloquent le passage. Une fois arrivée au bout, ils se rendent compte avec effroi que la clé pour la libérer de l'appareil qu'elle doit retirer se trouve dans le corps de William, qu'elle tente alors de tuer. Le compte-à-rebours finit toutefois par arriver à son terme et elle est exécutée sous les yeux de William. Poursuivant sa route, il arrive à sa quatrième épreuve où il trouve attachés sur un tourniquet les six membres de son équipes chargés de trouver les anomalies dans les dossiers des assurés pour justifier le rejet de leurs prises en charge. En appliquant une nouvelle fois sa politique d'assurance, William doit choisir de sauver deux d'entre eux, au prix d'une mutilation de sa main, tandis que les quatre autres mourront d'un tir de fusil dans le buste. Il hésite trop longtemps à sauver Aaron avant d'épargner Emily, qui est mère de famille. Pris par l'horreur de la situation, il ne peut se décider à sauver Gena et Dave en sachant que cela condamnera les suivants. Il prend finalement la décision de sauver le prochain qui passera devant l'arme, qui se révèle être Shelby. Josh, le dernier à passer, comprenant que sa mort est désormais inévitable, ordonne à William de le regarder avant d'être exécuté et que l'épreuve prenne fin.
De retour au zoo, Hoffman s'apprête à assister à la fin du jeu quand il découvre une lettre sur le poste de contrôle, qui n'est autre que celle qu'il avait laissée à Amanda peu avant sa mort, où il lui révélait qu'il sait qu'elle était avec Cecil Adams le soir où Jill a perdu Gideon et qu'elle est par conséquent en partie responsable de la mort in-utero de leur enfant. La lettre lui ordonne de tuer le docteur Lynn Denlon si elle ne veut pas que cette information soit révélée à Jigsaw. Alors que Hoffman prend conscience de ce qu'il a entre les mains, Jill surgit dans la pièce et l'assomme avec un taser. Au même moment, William atteint la fin de son parcours à la dernière seconde en entrant dans l'enclos d'arrivée et pense avoir remporté le jeu. Les portes de l'enclos s'ouvrent alors et révèlent d'un côté Tara et Brent et de l'autre Pamela, qui se révèle être la sœur et unique famille de William. Lui reconnaît alors la mère et son fils comme étant la famille de Harold Abbott, dont il a refusé la prise en charge des soins.
Une dernière vidéo, à l'attention de Tara se lance, et lui informe que c'est à elle de décider de la vie ou de la mort de William avec le levier qui se trouve dans son enclos. William supplie Tara de l'épargner et lui demande pardon. Au-dessus d'eux, Hoffman se réveille aux côtés de Jill avec un nouveau modèle du piège à ours inversé. La veuve de Jigsaw lui dévoile alors qu'une des enveloppes léguées lui était destinée à elle et en dévoile le contenu : Hoffman lui-même, que Jigsaw souhaite tester par l'intermédiaire de Jill pour qu'il cesse de prendre plaisir à malmener ses sujets de test. Toutefois, enragée par la lettre destinée à Amanda, qui est celle que Pamela lui avait dévoilée, elle décide de ne lui donner aucune chance de survie. Alors que Tara, malgré sa haine de William, ne peut se résoudre à tuer un homme, Brent prend de lui-même l'initiative de choisir la mort de William. La plateforme qui se trouvait au-dessus de William le plaque contre la grille de sa cellule et le tue en lui injectant dans le corps de l'acide fluorhydrique, à la grande horreur de Pamela, Tara et Brent. Après avoir assisté à ce dénouement, Jill abandonne Hoffman à son sort. Il parvient toutefois à se libérer de la chaise où il est attaché et, au prix de la mutilation de sa joue droite, se libère in extremis du piège à ours avant de s'effondrer au sol en hurlant de douleur.
Scène post-générique
Amanda, peu après avoir lu la lettre de Hoffman, se rend près de la porte de la pièce où est détenue Corbett Denlon le temps du jeu de ses parents. Elle lui dit à travers la porte de ne pas faire confiance à celui qui la sauvera.

## Fiche technique
- Titre original : Saw VI
- Titre français : Saw 6
- Titre québécois : Décadence VI
- Réalisation : Kevin Greutert

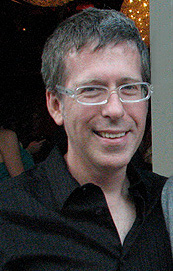
Kevin Greutert, réalisateur du film.

- Scénario : Patrick Melton et Marcus Dunstan
- Musique : Charlie Clouser
- Direction artistique : Elis Lam
- Décors : Anthony A. Ianni
- Costumes : Alex Kavanagh
- Photographie : David A. Armstrong (en)
- Son : Keith Elliott, Andrew Tay et Mark Zsifkovits
- Montage : Carles Berot et Andrew Coutts
- Production : Mark Burg, Oren Koules et Gregg Hoffman (en)

Production déléguée : James Wan, Leigh Whannell, Peter Block, Jason Constantine, Daniel J. Heffner et Stacey Testro
Production associée : Kaleigh Kavanagh
Coproduction : Troy Begnaud
- Sociétés de production[1] :
  - États-Unis : A Bigger Boat, Saw VI Productions, avec la participation de Twisted Pictures (en)
  - Australie : Studiocanal
- Société de distribution :
  - États-Unis : Lionsgate
  - Canada : Maple Pictures, Films Équinoxe[2]
  - Australie : Lionsgate Australia
  - France : Metropolitan Filmexport
  - Suisse : Ascot Elite Entertainment Group
  - Belgique : Les Films de l'Elysée
- Budget : 11 millions de $[3]
- Pays d'origine :  États-Unis,  Canada,  Australie
- Langue originale : anglais
- Format[4] : couleur - 35 mm / D-Cinema - 1,85:1 (Panavision) - son Dolby Digital
- Genre : épouvante-horreur, splatter movie, thriller, policier, mystère, torture porn
- Durée : 90 minutes / 92 minutes (version non censurée director's cut)
- Dates de sortie[5] :
  - États-Unis, Canada : 23 octobre 2009
  - France : 3 novembre 2009 (Festival international du film d'horreur de Sainte-Maxime) ; 4 novembre 2009 (sortie nationale)
  - Suisse romande : 4 novembre 2009[6]
  - Belgique : 23 décembre 2009
- Certification :
  - France : interdit aux moins de 16 ans  lors de sa sortie en salles
  - Québec : 16+
  - Avertissement[Où ?] : Ce film comporte des scènes de tortures d'extrême violence qui sont insoutenables

## Distribution
- Tobin Bell (VF : Bruno Dubernat ; VQ : Stéphane Rivard) : John Kramer / Jigsaw
- Costas Mandylor (VF : Bertrand Nadler ; VQ : François Trudel) : le lieutenant Mark Hoffman (en)
- Mark Rolston (VF : François Dunoyer ; VQ : Jean-François Blanchard) : l'agent spécial Dan Erickson
- Betsy Russell (VF : Emmanuèle Bondeville ; VQ : Mélanie Laberge) : Jill Tuck
- Shawnee Smith (VF : Nathalie Karsenti ; VQ : Hélène Mondoux) : Amanda Young
- Peter Outerbridge (VF : Pierre-François Pistorio ; VQ : François Godin) : William Easton
- Athena Karkanis (VF : Olivia Dalric ; VQ : Catherine Proulx-Lemay) : l'agent spécial Lindsey Perez
- Samantha Lemole (VF : Marie-Eugénie Maréchal[7] ; VQ : Ariane-Li Simard-Côté) : Pamela Jenkins
- Tanedra Howard (VF : Sophie Riffont ; VQ : Manon Arsenault) : Simone
- Marty Moreau (VF : Manuel Guillot) : Eddie
- Shawn Ahmed : Allen
- Janelle Hutchison : Addy
- Gerry Mendicino : Hank
- Caroline Cave (VQ : Catherine De Sève) : Debbie
- George Newbern : Harold Abbott
- Shauna MacDonald (VF : Anne Rondeleux ; VQ : Katherine Adams) : Tara Abbott
- Devon Bostick (VF : Brice Ournac ; VQ : Frédéric Millaire-Zouvi) : Brent Abbott
- Darius McCrary (VQ : Hugolin Chevrette-Landesque) : Dave
- Shawn Mathieson (VQ : Jean-François Beaupré) : Josh
- Melanie Scrofano (VQ : Aline Pinsonneault) : Gena
- Karen Cliche (VF : Josy Bernard ; VQ : Pascale Montreuil) : Shelby
- James Gilbert (VF : Grégory Quidel) : Aaron
- Larissa Gomes (VQ : Christine Bellier) : Emily
- Dan Duran (en) : le présentateur TV
- Billy Otis : Cecil Adams
- James Van Patten (VQ : Luis de Cespedes) : Dr Adam Heffner
- Jon Mack : la toxicomane
- François Sagat : le toxicomane
- Elle Downs : l'infirmière Elis
- Karl Campbell : l'agent de sécurité
- Ginger Ruriko Busch : Sachi
- Mpho Koaho : Timothy Young

Version française
- Société de doublage : Dubbing Brothers
- Direction artistique : Danielle Perret
- Adaptation des dialogues : Déborah Perret

Version québécoise
- Société de doublage : Technicolor Services Thomson
- Direction artistique : Nicole Fontaine
- Adaptation des dialogues : Nadine Taillon

## Production

### Genèse et développement
En mai 2008, Kevin Greutert, qui tenait jusqu'à présent le rôle de monteur depuis le début de la saga, est annoncé à la réalisation de Saw VI, faisant ainsi ses débuts derrière la caméra. Mark Burg et Oren Koules conservent leur statut de producteurs et Charlie Clouser poursuit également sa collaboration à la musique de ce sixième opus. Patrick Melton et Marcus Dunstan sont également annoncés à l'écriture, dont ils ont la charge depuis Saw IV,.

### Attribution des rôles
Avant la sortie de Saw IV, Costas Mandylor signe un contrat pour un cinquième et un sixième film Saw. Scott Patterson, qui incarne le rôle du profileur du FBI Peter Strahm dans les deux précédents films, avait initialement signé pour Saw VI bien qu'il précisait en mars 2008, juste avant d'entamer le tournage de Saw V, que cela ne garantissait pas qu'il ferait partie du casting final car son personnage peut être tué à tout moment, ce qui se produit finalement à la fin du film.
La division télévision de Lionsgate, Lionsgate Television, produit pour la promotion de Saw VI l'émission de télé-réalité Screams Queens, une compétition entre plusieurs actrices inconnues du grand public avec pour récompense pour la vainqueure un rôle dans le film. Diffusée sur VH1 de octobre à décembre 2008, la première saison est présentée par Shawnee Smith tandis que les actrices sont dirigées par James Gunn lors des défis. Tenedra Howard est finalement couronnée Scream Queen lors de la finale le 8 décembre 2008 et obtient le rôle de Simone, l'une des victimes du piège d'ouverture.
En mars 2009, Shawnee Smith est annoncée au casting après avoir été présente uniquement par des images d'archives depuis Saw III et la mort de son personnage,. Le 19 avril, le retour de James Van Patten dans le rôle du Dr Adam Heffner, apparu lors de la scène d'autopsie de Jigsaw dans la scène d'ouverture de Saw IV est annoncé. Parmi les nouveaux acteurs, Peter Outerbridge est annoncé comme interprète de William Easton, la principale victime des pièges du film, en même temps que le retour de Tobin Bell, Betsy Russel et Mark Rolston dans leurs rôles respectifs est confirmé, le 29 avril.

### Tournage
Le tournage de Saw VI commence au Cinespace Film Studios de Toronto le 30 mars 2009 et s'achève au mois de mai suivant. Après le tournage, le responsable des accessoires Jim Murray déclare à Bloody Disgusting que l'équipe du film a « augment[é] le niveau de gore [...] sans que ce soit ridicule », reconnaissant que certains pièges des précédents films, situés dans de grands espaces et avec un grand nombre d'individus, l'étaient. Kevin Greutert confirme l'aspect gore tout en précisant que cet aspect est « au service de l'histoire ». 
David Armstrong, le directeur de la photographie des précédents films, déclare également dans l'entretien que Saw VI est sa dernière contribution à la série. 
Costas Mandylor est victime lors du tournage de la scène finale du film d'une luxation de la mâchoire, qu'il termine dans la douleur. La prise concernée est conservée dans le montage final par Kevin Greutert. 

### Musique
Albums de collectif
Saw V Original Motion Picture Soundtrack
(2008) Saw 3D Original Motion Picture Soundtrack
(2010)
Saw VI: Original Motion Picture Soundtrack comporte des chansons des artistes : Kittie, Chimaira, Suicide Silence, Nitzer Ebb, Mushroomhead, Lacuna Coil, et Converge, parmi d’autres. La bande originale contient 18 chansons séparées en trois parties, chaque partie contient six chansons dont trois chansons de bonus. Elle est sortie le 20 octobre 2009 sous Trustkill. Le critique James Christopher Monger d’AllMusic a apprécié l'utilisation du hard rock et du heavy metal pour la bande originale.
| 6 Chances | 6 Chances                | 6 Chances     | 6 Chances | 6 Chances | 6 Chances | 6 Chances | 6 Chances | 6 Chances | 6 Chances |
| No        | Titre                    | Artiste       | Durée     |           |           |           |           |           |           |
| --------- | ------------------------ | ------------- | --------- | --------- | --------- | --------- | --------- | --------- | --------- |
| 1.        | In Ashes They Shall Reap | Hatebreed     | 3:20      |           |           |           |           |           |           |
| 2.        | The Last Goodbye         | Lacuna Coil   | 4:15      |           |           |           |           |           |           |
| 3.        | Reckless Abandon         | It Dies Today | 3:56      |           |           |           |           |           |           |
| 4.        | Your Soul Is Mine        | Mushroomhead  | 4:50      |           |           |           |           |           |           |
| 5.        | Warpath                  | Chimaira      | 4:18      |           |           |           |           |           |           |
| 6.        | Code of the Road         | Danko Jones   | 2:58      |           |           |           |           |           |           |
| 23:37     |                          |               |           |           |           |           |           |           |           |

| 6 Lessons | 6 Lessons                   | 6 Lessons        | 6 Lessons | 6 Lessons | 6 Lessons | 6 Lessons | 6 Lessons | 6 Lessons | 6 Lessons |
| No        | Titre                       | Artiste          | Durée     |           |           |           |           |           |           |
| --------- | --------------------------- | ---------------- | --------- | --------- | --------- | --------- | --------- | --------- | --------- |
| 7.        | Genocide (Saw VI Remix)     | Suicide Silence  | 3:00      |           |           |           |           |           |           |
| 8.        | Ghost In the Mirror         | Memphis May Fire | 3:53      |           |           |           |           |           |           |
| 9.        | The Countdown Begins        | Outbreak         | 1:48      |           |           |           |           |           |           |
| 10.       | Still I Rise (Saw VI Remix) | Shadows Fall     | 3:27      |           |           |           |           |           |           |
| 11.       | Dead Again                  | Type O Negative  | 4:16      |           |           |           |           |           |           |
| 12.       | Dark Horse                  | Converge         | 2:55      |           |           |           |           |           |           |
| 19:19     |                             |                  |           |           |           |           |           |           |           |

| 6 Choices | 6 Choices        | 6 Choices        | 6 Choices | 6 Choices | 6 Choices | 6 Choices | 6 Choices | 6 Choices | 6 Choices |
| No        | Titre            | Artiste          | Durée     |           |           |           |           |           |           |
| --------- | ---------------- | ---------------- | --------- | --------- | --------- | --------- | --------- | --------- | --------- |
| 13.       | Cut Throat       | Kittie           | 2:56      |           |           |           |           |           |           |
| 14.       | Never Known      | Nitzer Ebb       | 4:04      |           |           |           |           |           |           |
| 15.       | Roman Holiday    | Every Time I Die | 2:51      |           |           |           |           |           |           |
| 16.       | The Sinatra      | My My Misfire    | 3:20      |           |           |           |           |           |           |
| 17.       | Lethal Injection | The Flood        | 3:48      |           |           |           |           |           |           |
| 18.       | More Than a Sin  | James Brothers   | 3:59      |           |           |           |           |           |           |
| 20:58     |                  |                  |           |           |           |           |           |           |           |

| Bonus | Bonus            | Bonus       | Bonus | Bonus | Bonus | Bonus | Bonus | Bonus | Bonus |
| No    | Titre            | Artiste     | Durée |       |       |       |       |       |       |
| ----- | ---------------- | ----------- | ----- | ----- | ----- | ----- | ----- | ----- | ----- |
| 19.   | We Own the Night | The 69 Eyes | 3:57  |       |       |       |       |       |       |
| 20.   | Watch Us Burn    | Ventana     | 4:00  |       |       |       |       |       |       |
| 21.   | Forgive & Forget | Miss May I  | 3:32  |       |       |       |       |       |       |
| 11:29 |                  |             |       |       |       |       |       |       |       |

## Accueil

### Accueil critique
À la sortie les critiques de Saw 6, quoique mitigées, sont bien plus positives que pour les épisodes précédents. Rotten Tomatoes rapporte que 44 % des critiques ont donné une bonne appréciation au film, en s'appuyant sur 45 articles, avec un score moyen de 4,5/10, le consensus étant que « cela ne mérite pas d'apporter de nouveaux fans à la série mais Saw 6 relève le niveau de ce qui est devenu une tradition annuelle. »

### Box-office
- Mondial : 68 233 629 $ US
- États-Unis : 27 693 292 $ US (3 800 000 entrées)
- France : 4 250 000 $ US (477 060 entrées)
- International (total) : 40 540 337 $ US

Le film a réalisé les plus bas résultats de tous les films de la franchise durant son week-end d'ouverture aux États-Unis, réalisant seulement 14 118 444 dollars, moins que la moitié de n'importe quel week-end d'ouverture d'un Saw. En moyenne, il a permis d'encaisser 4 650 dollars par cinéma pour 3 036 salles, et se hissant à la deuxième place sur ce week-end (23, 24 et 25 octobre) derrière Paranormal Activity (dont le budget est de 15 000 $). Néanmoins, Saw 6 a recouvré sur cette période la totalité de son budget (11 million $), ce qui en fait un succès commercial nonobstant la chute de vente de billets.
Saw 6 a finalement réalisé 68 millions $ dans le monde, ce qui en fait l'épisode le moins profitable de la série de films.

## Distinctions
En 2010, Saw 6 a été sélectionné 2 fois dans diverses catégories et n'a remporté aucune récompense.

### Nominations
- Prix Scream 2010 :
  - La mutilation la plus mémorable (Pour "Le piège de la livre de chair").
  - La mutilation la plus mémorable (Pour "Le piège à aiguilles").